# شبكة مغزلية
في الفيزياء، تعتبر الشبكة المغزلية (بالإنجليزية: Spin network)‏ نوعًا من المخططات التي يمكن استخدامها لتمثيل الحالات والتفاعلات بين الجسيمات والحقول في ميكانيكا الكم. من منظور رياضي، تعد المخططات طريقة موجزة لتمثيل دوال ودوال متعددة الخطية بين تمثيلات زمر مصفوفية. وبالتالي، يمكن للتدوين التخطيطي أن يبسط العمليات الحسابية إلى حد كبير.
وصف روجر بنروز الشبكات المغزلية في عام 1971. تم تطبيق الشبكات المغزلية منذ ذلك الحين على نظرية الجاذبية الكمومية بواسطة كارلو روفيلي ولي سمولين وجورج بولين ورودولفو جامبيني وآخرين.
يمكن أيضًا استخدام الشبكات المغزلية لبناء دالة معينة على مساحة الاتصالات والتي تكون ثابتة في ظل تحولات المقياس المحلي.